# Louis J. Horvitz
Louis J. Horvitz est un réalisateur et producteur né en 1946.

## Filmographie

### comme réalisateur
- 1986 : Dream Girl, U.S.A. (série TV)
- 1987 : Dolly (série TV)
- 1988 : Dirty Dancing Concert Tour
- 1989 : The American Film Institute Salute to Gregory Peck (TV)
- 1991 : The Judds Farewell Concert (TV)
- 1992 : Muhammad Ali's 50th Birthday Celebration (TV)
- 1993 : For Our Children (vidéo)
- 1993 : The 45th Annual Primetime Emmy Awards (TV)
- 1994 : Elvis: The Tribute (TV)
- 1994 : The Kennedy Center Honors: A Celebration of the Performing Arts (TV)
- 1995 : Rosie O'Donnell (TV)
- 1995 : The Wizard of Oz in Concert: Dreams Come True (TV)
- 1995 : Sinatra: 80 Years My Way (TV)
- 1995 : The Kennedy Center Honors: A Celebration of the Performing Arts (TV)
- 1996 : Vanessa Williams & Friends: Christmas in New York (TV)
- 1996 : Star Trek: 30 Years and Beyond (TV)
- 1997 : The 69th Annual Academy Awards (TV)
- 1997 : The American Film Institute Salute to Martin Scorsese (TV)
- 1997 : The Kennedy Center Honors: A Celebration of the Performing Arts (TV)
- 1998 : The American Film Institute Salute to Robert Wise (TV)
- 1998 : The 70th Annual Academy Awards (TV)
- 1998 : The 25th Annual Daytime Emmy Awards (TV)
- 1998 : The Kennedy Center Honors: A Celebration of the Performing Arts (TV)
- 1999 : An All-Star Tribute to Johnny Cash (TV)
- 1999 : The 51st Annual Primetime Emmy Awards (TV)
- 1999 : The 71st Annual Academy Awards (TV)
- 2000 : The 72nd Annual Academy Awards (TV)
- 2000 : An All-Star Tribute to Joni Mitchell (TV)
- 2000 : Macy's 4th of July Fireworks Spectacular (TV)
- 2000 : VH1/Vogue Fashion Awards (TV)
- 2001 : The 73rd Annual Academy Awards (TV)
- 2001 : 2001 ALMA Awards (TV)
- 2001 : The Concert for New York City (TV)
- 2001 : The Kennedy Center Honors: A Celebration of the Performing Arts (TV)
- 2002 : The 74th Annual Academy Awards (TV)
- 2002 : VH1 Divas Las Vegas (TV)
- 2002 : AFI Life Achievement Award: A Tribute to Tom Hanks (TV)
- 2002 : The 54th Annual Primetime Emmy Awards (TV)
- 2003 : The 75th Annual Academy Awards (TV)
- 2003 : VH1 Divas Duets (TV)
- 2003 : Lifetime's Achievement Awards: Women Changing the World (TV)
- 2003 : 2003 MTV Movie Awards (TV)
- 2003 : AFI Life Achievement Award: A Tribute to Robert De Niro (TV)
- 2003 : Macy's 4th of July Spectacular (TV)
- 2003 : The 55th Annual Primetime Emmy Awards (TV)
- 2003 : CBS at 75 (TV)
- 2003 : The Kennedy Center Honors: A Celebration of the Performing Arts (TV)
- 2004 : An Evening of Stars: 25th Anniversary Tribute to Lou Rawls (TV)
- 2004 : The 30th Annual People's Choice Awards (TV)
- 2004 : The 76th Annual Academy Awards (TV)
- 2004 : Nickelodeon Kids' Choice Awards '04 (TV)
- 2004 : VH1 Divas 2004 (TV)
- 2004 : The 31st Annual Daytime Emmy Awards (TV)
- 2004 : AFI Tribute to Meryl Streep (TV)
- 2004 : Macy's 4th of July Fireworks Spectacular (TV)
- 2004 : MTV Video Music Awards 2004 (TV)
- 2004 : The 56th Annual Primetime Emmy Awards (TV)
- 2004 : Hip-Hop Honors (TV)
- 2004 : A Clay Aiken Christmas (TV)
- 2004 : The Kennedy Center Honors: A Celebration of the Performing Arts (TV)
- 2005 : An Evening of Stars: Tribute to Quincy Jones (TV)
- 2005 : The 77th Annual Academy Awards (TV)
- 2005 : The 32nd Annual Daytime Emmy Awards (TV)
- 2005 : P. Diddy Presents the Bad Boys of Comedy (série TV)
- 2005 : AFI Tribute to George Lucas (TV)
- 2005 : Macy's 4th of July Fireworks Spectacular (TV)
- 2005 : 2nd Annual VH1 Hip-Hop Honors (TV)
- 2005 : The Kennedy Center Honors: A Celebration of the Performing Arts (TV)
- 2006 : The 78th Annual Academy Awards (TV)

### comme producteur
- 1991 : Paul Simon's Concert in the Park (vidéo)
- 1995 : Rosie O'Donnell (TV)
- 2001 : 2001 ALMA Awards (TV)
- 2003 : AFI Life Achievement Award: A Tribute to Robert De Niro (TV)
- 2004 : An Evening of Stars: 25th Anniversary Tribute to Lou Rawls (TV)
- 2004 : AFI Tribute to Meryl Streep (TV)
- 2004 : A Clay Aiken Christmas (TV)
- 2005 : An Evening of Stars: Tribute to Quincy Jones (TV)
- 2005 : AFI Tribute to George Lucas (TV)